# Mechina
Eine Mechina oder Mechinah (hebräisch מְכִינָה Məchīnah, deutsch ‚Vorbereitung‘; status constructus מְכִינַת … Məchīnat …, deutsch ‚…vorbereitung‘, Plural מְכִינוֹת Məchīnōt) ist ein israelisches meist einjähriges Ausbildungsprogramm, in welchem Mittelschüler sich freiwillig nach Abschluss ihrer Schulzeit auf die Universität oder auf den israelischen Militärdienst oder einen zivilen Dienst vorbereiten können.

## Vorbereitung für die Universität
Die Mechinot, die auf israelische Universitäten vorbereiten, fallen in mehrere Kategorien:
- Israelische Universitäten bieten Mechinot für Absolventen von israelischen Gymnasien an.
- Mechinot Olim (Einzahl Mechinat ʿOlim, hebr. מכינת עולים; ʿolim = Einwanderer) sind spezielle Mechinot für Einwanderer nach Israel, die an einer israelischen Universität studieren wollen. In den vollständig in Hebräisch abgehaltenen Programmen wird Hebräisch (bei Bedarf ab dem Anfängerniveau), jüdische Geschichte und – je nach gewähltem Schwerpunkt – Fächer aus den Geistes-, Sozial- oder Naturwissenschaften gelehrt. Das Technion berücksichtigt bei der Einschreibung nur Studenten aus seiner eigenen Mechinat ʿOlim.
- Private (kommerzielle) Unternehmen bieten Förderkurse an, die Schulabsolventen bei der Hochschulbewerbung unterstützen. Die Teilnehmer können sich in den Mechinot auf Zulassungstests vorbereiten oder ihre Ergebnisse (Punkte) in bestimmten, bei der Bewerbung in Israel herangezogenen Tests vervollständigen oder verbessern.

## Vorbereitung für den Militärdienst
Vormilitärische Vorbereitungsprogramme (מְכִינוֹת קְדַם־צְבָאִיּוֹת Məchīnōt Qdam-Zvaʾijjōt, englisch Pre-Army-Mechinot) haben sich nach und nach seit den späten 1980er-Jahren entwickelt. Viele von ihnen wurden in jüdischen Siedlungen in den von Israel seit 1967 besetzten oder annektierten Gebieten errichtet. Anders als sich vormilitärische Ausbildung gemeinhin, z. B. in der DDR, darstellt(e), schließen vormilitärische Mechinot dem Begriff „vormilitärisch“ entsprechend keinen Umgang mit Waffen ein.
Sie können danach unterschieden werden, ob sie religiös, säkular oder gemischt religiös und säkular ausgerichtet sind.

### Religiöse Mechinot
Die ältesten Mechinot zur Vorbereitung auf den Militärdienst sind religiöse Mechinot. Sie richten sich an Schüler einer Jeschivah (religiöse Schule) und bereiten sie auf ihre Zeit in den nicht-religiösen Streitkräften vor. Unterrichtet werden jüdisches Denken, Glauben und Handeln. Dazu kommen körperliches Training für die Militärdienstzeit und Training von Führungsqualitäten durch aktive Offiziere der israelischen Streitkräfte.
Die erste religiöse Mechina, Bnei David, wurde 1988 in der jüdischen Westjordanland-Siedlung Eli gegründet.

Weitere religiöse Mechinot sind u. a.: Ateret Kohanim in Ost-Jerusalem, die Leadership Yeshiva Academy in Avnei Eitan und Katzrin auf den Golanhöhen, Carmey Chajil im Kibbutz Beit Rimmon in Galiläa, und Qirjat Malʾachi im Süden Israels.

### Säkulare Mechinot
Mit Nachschon in Nili, einer jüdischen Siedlung im Westjordanland, wurde 1997 die erste der säkularen vormilitärischen Mechinot gegründet.

Unterrichtet werden in den säkularen Mechinot Führungsqualitäten, Prinzipien und Praxis von Demokratie, Zionismus, jüdische Geschichte, Philosophie und anderes mehr. Dazu kommt ehrenamtlicher Dienst, den die Mechinot-Schüler leisten. Im Gegensatz zu den religiösen Mechinot gehört die Ausübung des jüdischen Glaubens nicht zum offiziellen Programm; die Veranstaltungen decken aber auch Ethik und Traditionen des Judentums ab. Zu den nicht-religiösen Mechinot gehören neben Nachschon auch Meitzar auf den Golanhöhen, Maʿejan Baruch und Mechinat Rabin Oranim im Norden Israels oder im Negev im Süden.

### Religiös-säkulare Mechinot
Angesichts der sich weitenden Kluft zwischen religiösen und nicht-religiösen/säkularen Strömungen in der israelischen Gesellschaft wurden Mechinot gegründet, die sich sowohl an religiöse wie nicht-religiöse Interessenten richten. Sie bieten ein breites Spektrum an, das von Zionismus und Judentum zu Politikwissenschaft und Philosophie und Training für Führungsaufgaben reicht. Dazu kommen ein Engagement in den Gemeinden vor Ort und in der Gesellschaft sowie ehrenamtliche Arbeit. Entsprechende Mechinot sind beispielsweise Beit Jisraʾel im Kibbutz Beit Jisraʾel in Gilo, Ost-Jerusalem das Jugend-Programm der Israeli Academy for Leadership Ein Prat in Kfar Adumim im Westjordanland oder die dem Reformjudentum angehörende IMPJ-Mechina in Jaffa.

#### Dokumentarfilm: Mechina: A Preparation
Der Frage, wie sich junge Israelis während ihrer Mechina-Zeit vor ihrem Wehrpflichtdienst verändern, geht der 2005 veröffentlichte US-Dokumentarfilm Mechina: A Preparation (deutsch Mechina: Eine Vorbereitung) von Maital Guttman und Madeleine Sackler nach. Der Film wurde in den USA in die offizielle Auswahl mehrerer jüdischer Filmfestivals aufgenommen.

### Universitäre Vorbereitung
- Mechinot am Technion (für Absolventen israelischer Schulen und Olim)
- Mechina an der Hebräischen Universität Jerusalem (für Absolventen israelischer Schulen)
- Mechina Olim an der Universität Tel Aviv
- Mechina Olim an der Bar-Ilan-Universität

### Vormilitärische Vorbereitung
- Jewish Agency for Israel, Army Mechinot
- Rochelle Furstenberg: Israeli Life: Idealism From Below Hadassah Magazine, October 2008 Vol. 90 No. 2
- The Mechina Program of the Northern Negev Midot Analysis Report No. 7, November 2008 (PDF-Datei; 814 kB)
- Children and Youth at Risk The Pratt Foundation, Israel 2006 (PDF-Datei; 364 kB)
- Amos Harel: 'Shooting and crying' Haʾaretz.com, abgerufen am 31. März 2009
- Anshel Pfeffer and Amos Harel: IDF ends Gaza probe, says misconduct claims are 'rumors' Haʾaretz.com, abgerufen am 31. März 2009
- B'tselem, Settlements